# جمال الصوراني
جمال عمر الصوراني (1923–2008) هو سياسي ومحامي فلسطيني، من مواليد مدينة غزة درس الإبتدائية في مدارسها وأنهى الثانوية من مدرسة صهيون الإنجليزية في القدس عام 1942، حاصل على درجة البكالوريوس بالعلوم السياسية من الجامعة الأمريكية في بيروت عام 1946، وشهادة الحقوق من جامعة عين شمس في القاهرة عام 1961، كان نقيب المحامين الفلسطينيين عام 1967.
حاصل على وسام نجمة الشرف من الدرجة العليا من الرئيس محمود عباس عام 2018.

## حياته
عمل في مكتب الهيئة العربية العليا في القدس وكان ممثل الهيئة في غزة كما واكب أحداث النكبة شاباً وإلتحق بقوات الجهاد المقدس ومساعدًا لقائدها في جنوب فلسطين، شارك في تنفيذ عمليات ضد المستوطنات الصهيونية عام 1948، ثم إستلم سكرتاريا المجلس الإسلامي الأعلى في غزة، إنضم للمقاتلين الفلسطينيين في معارك عراق سويدان في قطاع غزة واعتُقل بسبب مشاركته في قيادة المقاومة الوطنية ضد الاحتلال الإسرائيلي في العدوان الثلاثي على مصر وقطاع غزة عام 1956. حضر المؤتمر الفلسطيني الأول في القدس عام 1964 وكانت من أهم قرارات المؤتمر الإعلان عن قيام منظمة التحرير الفلسطينية وأصبح الصوراني ممثلاً لها بالقاهرة، أوقفته الإدارة المصرية عن عمله في المجلس التشريعي، ونفته إلى دمشق عقب إعتراضه على قرار الرئيس المصري أنور السادات زيارة القدس عام 1977. وبعد اتفاقية أوسلو قدم استقالته من مناصبه بمنظمة التحرير الفلسطينية.

## إسهاماته
ساهم الصوراني في تأسيس عدة مؤسسات في قطاع غزة منها: جمعية المناضل الجريح عام 1949، والنادي الشعبي الفلسطيني وترأسه في الفترة الواقعة بين عامين (1949-1954)، كان عضو في اللجنة التنفيذية للإتحاد القومي العربي الفلسطيني عام 1962، من مؤسسي الإتحاد العام للحقوقيين الفلسطينيين ورئيسه عام 1971، وعضو إتحاد الحقوقيين الدولي والأمين المساعد لإتحاد المحامين العرب. شارك في إعلان وثيقة الاستقلال في مؤتمر المجلس الوطني الفلسطيني في الجزائر عام 1988.

## مناصبه
شغل الصوراني عدة مناصب مهمة منها:
- عضو في المجلس التشريعي ومسؤولًا عن اللجنة القانونية فيه في نفس الوقت، كما وقف ضد مشاريع توطين اللاجئين.
- عضو في المجلس الوطني الفلسطيني.
- عضو في اللجنة التنفيذية وأمين سر لها لعدة دورات في الفترة الواقعة بين (1966-1996)، وممثلها في جامعة الدول العربية ورئيس وفدها في أكثر من مؤتمر إقليمي ودولي.

## وفاته
توفي بعد صراع مع مرض الزهايمر في مصر بتاريخ 22 نسيان 2008، ودفن في محافظة الفيوم. وقد نعاه الرئيس محمود عباس: "لقد غيبّ الموت عنا إبناً باراً من أبناء هذا الشعب، وقائداً من ذلك الرعيل من القادة الأوائل الذين حملوا الهم الفلسطيني أينما حلوا، وحملوا حلم شعبنا وطافوا به في شتى أصقاع المعمورة، وإنخرط في ساحات العمل الوطني الفلسطيني وهو في ريعان شبابه، حيث كان من أوائل المناضلين الذين انبروا دفاعاً عن الأرض والمقدسات وكان ضابطاً في جيش الإنقاذ". ونعته جبهة النضال الشعبي وقالت: "إن فلسطين فقدت بوفاة الصوراني قائداً وطنياً لم يبخل يوماً في عطائه لوطنه ولقضيته الوطنية وأبرقت بالتعزية لأسرة الفقيد ولعموم أبناء شعبنا".